# Hans Kohlhase

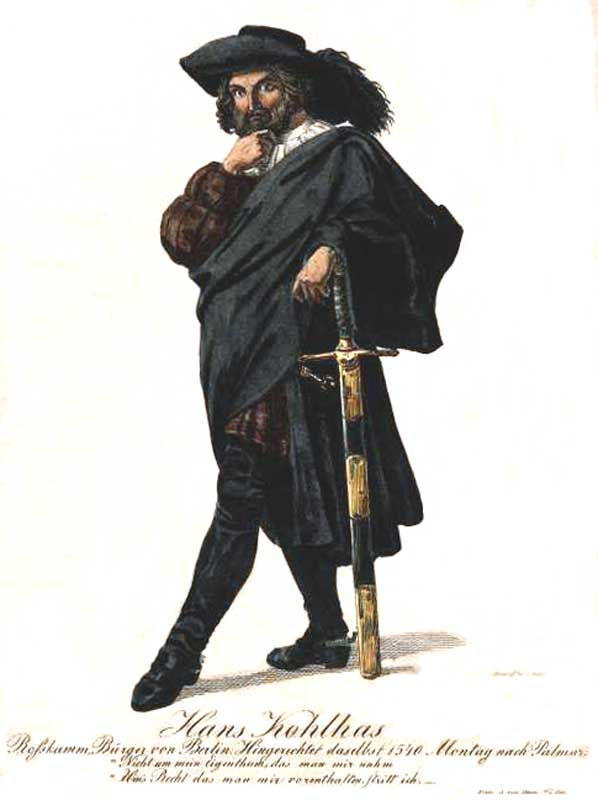
Hans Kohlhase, kolorerat kopparstick från 1840. Bilden avbildar egentligen snarare någon i dräkt från 1600-talet snarare än från Kohlhases tid.

Hans Kohlhase, född omkring 1500 i orten Tempelberg, i dagens kommun Steinhöfel, nära staden Müncheberg i Brandenburg, avrättad 22 mars 1540 i Berlin, var en tysk stråtrövare. I de befintliga källorna stavas hans namn olika, det förekommer även som Hanns samt Kolhase, Kholhase och Kohlhaze. Hans öde inspirerade Heinrich von Kleist till kortromanen Michael Kohlhaas.
Kohlhase var en framgångsrik livsmedelshandlare i Cölln (numera Berlin). Den 1 oktober 1532 gjorde han en resa till mässan i Leipzig. Under sin vistelse på en landkrog hamnade han i trångmål med godsägaren Günther von Zachwitz som anklagade Kohlhase för att ha stulit godsägarens hästar. Han beslagtog därför två av de hästar Kohlhase hade med sig. Då dispyten förstörde alla möjligheter för Kohlhase att genomföra några affärer krävde han ersättning eller att återfå hästarna. Von Zachwitz å sin sida framförde krav på foderpengar.
Händelsen försatte Kohlhases ekonomiska existens i fara men förhandlingar den 13 maj 1533 i Bad Düben gav honom ingen rätt. Han sökte därför stöd hos Martin Luther som uppmanade honom till lugn och föreslog att han skulle glömma händelsen och börja om som köpman.
Dispyten hade dock förbittrat Kohlhase så till den grad att han 1534 inledde en hämndaktion mot såväl kurfurstendömet Kursachsen som mot Günther von Zachwitz. Genom ett omfattande stråtröveri försatte han hela Sachsen i skräck och till en början fann han medhåll hos befolkningen i Brandenburg. Först 1539 lät kurfursten Joakim II förfölja Kohlhase på brandenburgskt område, vilket medförde att man kort därefter kunde gripa och straffa över hundra av hans medhjälpare. Slutet för Kohlhase själv kom när han, efter att ha plundrat en brandenburgsk silvertransport, lurades till Berlin, fängslades och dömdes till döden för att därpå steglas den 22 mars 1540.